# Oujda
Oujda er en by i det nordøstlige Marokko, med et indbyggertal på cirka 500.000. Byen ligger tæt ved grænsen til nabolandet Algeriet og er fødeby for den algeriske præsident Abdelaziz Bouteflika. Oujda har en strand i den lille by Saidia ved Middelhavskysten nord for byen.